# Bāqerīyeh (ort i Iran)
Bāqerīyeh (persiska: باقریه) är en ort i Iran.   Den ligger i provinsen Khorasan, i den nordöstra delen av landet, 700 km öster om huvudstaden Teheran. Bāqerīyeh ligger 1 169 meter över havet och antalet invånare är 356.
Terrängen runt Bāqerīyeh är platt, och sluttar norrut.Runt Bāqerīyeh är det ganska glesbefolkat, med 25 invånare per kvadratkilometer. Närmaste större samhälle är Raisi, 17,9 km väster om Bāqerīyeh. Trakten runt Bāqerīyeh består till största delen av jordbruksmark.